# František Flos

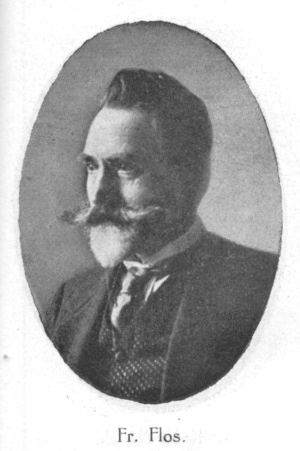
Foto ca. 1923

František Flos (Pseudonyme - Brabec, F. Konopka, Filip Kos, Pěnkava, Rorejs, F. Strnad und F. Vrabec) (* 27. Juli 1864 in Přelouč; † 8. Januar 1961 in Prag) war ein tschechischer Lehrer, Dramatiker, Übersetzer und Schriftsteller. Er war Vertreter des Realismus.

## Lebenslauf
Er wirkte zunächst als Lehrer, später war er Schulinspekteur. Die meiste Zeit seines Lebens lebte er in Týnec nad Labem und in Prag. Mit dem Schreiben begann er relativ spät, etwa um 1900.

## Werke
Er wurde berühmt als Autor von Abenteuerbüchern für Jugendliche. Er schrieb bildlich und in seine Geschichten waren gekennzeichnet mit Belehrungen, die positiv auf die Jugend wirken sollten. Er wurde gemeinsam mit Eduard Štorch für die Gründer der tschechischen Abenteuerliteratur für Jugend gehalten.